# 三浦祥朗
三浦 祥朗（みうら ひろあき、1977年3月24日 - ）は、日本の男性声優、ナレーター。長野県出身。青二プロダクション所属。

## 経歴
3人兄弟の末子として生まれる（姉が2人）。元々は声優を目指していたわけではなかったが、中学生時代に片想いしていた女性の同級生と高校が別になってからはどうすれば会えるかを考えた結果、その女性が声優志望であったことから、声優になれば会えると思い、養成所を経て声優になる。なお、その片想いをしていた女性は結局声優にはなれず、保母の職に就いたとのこと。
三浦がアニメを観始めた時期に放送されていた『美少女戦士セーラームーン』や『SLAM DUNK』のスタッフロールで青二プロダクションの名前が載っていたことから、そこに入れば間違いないと考えて青二塾に入る。
転機となったのは『真・三國無双2』の甘寧役。三浦の声に対するリアクションや手紙が一番多かったのが同役であるといい、同役以後台詞のある仕事が増えていったという。

## 人物・エピソード
『真・三國無双』シリーズの甘寧や『ONE PIECE』のアブサロムといった熱血系の役を多く演じる一方、『VitaminX』の永田智也のように落ち着いたキャラクターも演じる。
2017年4月放送のテレビアニメ『正解するカド』でアニメ初主演を務める。
名前の祥朗（ひろあき）が難読なため、よく「しょうろう」または「よしあき」「よしろう」などと間違って呼ばれることがある。中でも特に「しょうろう」と呼ばれることが多い。その由来は、あるイベントに出演した際に共演した井上喜久子が観衆へ三浦を紹介する際に三浦の下の名前を忘れてしまい、咄嗟に音読みで対応したのが最初であるという。また、ラジオ番組などでの自己紹介時に「みうらしょうろうです」と自ら名乗ることもある。
趣味はゲーム、ゴルフ、釣りなど。公式プロフィールで特技は日本舞踊とあるが、青二塾生時代に授業でやっていたからで、以後はほとんどやっていない。
安元洋貴からブログで「ソウルブラザー」と書かれていたことがある。『Girls-Style』のインタビューでは一番の友達は同期の菅沼久義だと語っている。事務所は違うが立花慎之介とも養成所時代からの友人である。

## 出演
太字はメインキャラクター。

### テレビアニメ
1998年
- 魔術士オーフェン Revenge（雪男B）
- 遊☆戯☆王（観客、男子生徒）

1999年
- 週刊ストーリーランド（1999年 - 2001年、ガヤ）

2000年
- 犬夜叉（侍達）
- ゲートキーパーズ（男B）
- サクラ大戦TV（兵士、客3）

2001年
- ココロ図書館（仲間2、編集C）
- スターオーシャンEX（牛使い）
- 地球防衛家族（生徒会役員）

2002年
- 朝霧の巫女（美少年A）
- Weiß kreuz Glühen
- おねがい☆ティーチャー（四道跨）
- 格闘料理伝説ビストロレシピ（ラーマン）
- キディ・グレイド（シュバリエ・ドートリッシュ〈中学生〉）
- シスター・プリンセス RePure（兄）

2003年
- エアマスター（カメラマン）
- E'S OTHERWISE（クリス、睦生）
- おねがい☆ツインズ（四道跨）
- 金色のガッシュベル!!（男子生徒）
- 住めば都のコスモス荘 すっとこ大戦ドッコイダー（四道またぐ）
- ソニックX（Sチーム、ドライバー、男）
- マーメイドメロディー ぴちぴちピッチ（2003年 - 2004年、ケンゴ、TVキャスター、アナウンサー、真壁、古代人類） - 2シリーズ
- ONE PIECE（2003年 - 2020年、海賊、ボスウルフ、アブサロム）

2004年
- GIRLSブラボー first season（男性2）
- 冒険王ビィト（スレッド）
- ボボボーボ・ボーボボ（2004年 - 2005年、完・乱謝、ボボパッチ、カモメ審判、ラジオマン、ハンペン 他）

2005年
- あかほり外道アワーらぶげ（邪鬼、運転手）
- あまえないでよっ!!（音響技師）
- こみっくパーティーRevolution（編集コウノ、コーチ）
- 新釈 眞田十勇士
- Xenosaga THE ANIMATION（トニー）
- 冒険王ビィト エクセリオン（ジェラ）

2006年
- オーバン・スターレーサーズ（アイカ王子）
- 神様家族（霧島進一）
- 銀色のオリンシス（ヨウスケ）
- しばわんこの和のこころ（陽一パパ、神様、歌舞伎役者）
- SoltyRei（研究員C、追討陣B、研究員B）
- 働きマン（坂本秘書）
- ラブゲッCHU 〜ミラクル声優白書〜（青木雪也）

2007年
- おとぎ銃士 赤ずきん（ドワーフ）
- 金色のコルダ〜primo passo〜（火原の友人）
- ゲゲゲの鬼太郎（第5作）（2007年 - 2008年、正行、泰造）
- 出ましたっ!パワパフガールズZ（司会者）
- 東京魔人學園剣風帖シリーズ（刑事A、耶之路龍治） - 2シリーズ

2008年
- のだめカンタービレ 巴里編（ロラン・シュヴァリエ)
- はたらキッズ マイハム組（万作、福田）
- 秘密 〜The Revelation〜（蜂谷耕介）

2009年
- キディ・ガーランド（シュウ〈青年期〉）
- ドラゴンボール改（ザーボン）

2010年
- 刀語（真庭蜜蜂）
- スティッチ! 〜ずっと最高のトモダチ〜（タクミ）
- デジモンクロスウォーズ（ブルーメラモン）

2011年
- 俺たちに翼はない（千歳鷲介）
- クレヨンしんちゃん（2011年 - 2020年、美容師、執事、警官、イ・ケメン、ペットサロン店員 他）
- 忍たま乱太郎（2011年 - 2024年、高坂陣内左衛門〈4代目〉）
- BLEACH（由嶌欧許）

2012年
- エリアの騎士（李秋俊）
- ONE PIECE エピソードオブナミ 〜航海士の涙と仲間の絆〜（魚人）

2013年
- 聖闘士星矢Ω（ディオネ）
- ちびまる子ちゃん（田口君）
- 幕末義人伝 浪漫（コンティ）

2014年
- ガイストクラッシャー（サム）
- 金色のコルダ Blue♪Sky（氷渡貴史）
- ハマトラ（真中）
- ワールドトリガー（2014年 - 2021年、3バカ3号、歌川遼） - 3シリーズ

2015年
- ドラゴンボール超（2015年 - 2017年、司会者、ガノス）
- みんな集まれ!ファルコム学園SC（ブルブラン）

2016年
- タイガーマスクW（2016年 - 2017年、レッドデスマスク、ミラクル1）

2017年
- 正解するカド（真道幸路朗）
- イケメン戦国◆時をかけるが恋は始まらない（上杉謙信）
- 大正メビウスライン ちっちゃいさん（時雨）

2018年
- フューチャーカード 神バディファイト（2018年 - 2019年、ダ★ダーン、満腹 ハラハラ、グローム・ガルドラ）

2019年
- まんなかのりっくん@きんてれ（お父さん）

2022年
- デジモンゴーストゲーム（スプラッシュモン）

2023年
- お兄ちゃんはおしまい!（セメ）
- The Legend of Heroes 閃の軌跡 Northern War（ブルブラン）

2025年
- 名探偵コナン（郡山貴起）

### 劇場アニメ
- A・LI・CE（2000年）
- 機動戦士ガンダムII 哀・戦士編 特別版（2000年、少年たち）
- ONE PIECE 呪われた聖剣（2004年）
- 劇場版3D あたしンち 情熱のちょ〜超能力♪ 母大暴走!（2010年、カップル男）
- ONE PIECE FILM Z（2012年）
- PERSONA3 THE MOVIE#1-4（2013年、小田桐秀利）
- ONE PIECE FILM GOLD（2016年）
- 劇場版 マジンガーZ / INFINITY（2018年、広報官）

### OVA
- メルティランサー The Animation（1999年、研究員〈は〉）
- 大YAMATO零号（2004年、X-3〈A銀河連合本部〉）
- 聖闘士星矢 冥王ハーデス冥界編（2005年、キグナス氷河）
- 聖闘士星矢 冥王ハーデスエリシオン編（2008年、キグナス氷河）
- 英雄伝説 空の軌跡 THE ANIMATION（2011年、ブルブラン）
- 俺たちに翼はない（2011年、千歳鷲介）
- ドラゴンボール エピソード オブ バーダック（2011年、ザーボン）
- VitaminX Addiction（2011年、永田智也）

### Webアニメ
- 美少女戦士セーラームーンCrystal（2014年、遠藤）
- 神酒ノ尊-ミキノミコト-（2018年 - 2019年、出羽桜[26][27]）
- 聖闘士星矢: Knights of the Zodiac（2019年、キグナス氷河[28]）

### ゲーム
2001年
- エバーグリーン・アベニュー（ルシエル）
- 真・三國無双2（甘寧）

2002年
- ジョジョの奇妙な冒険 黄金の旋風（パンナコッタ・フーゴ）
- 真・三國無双2 猛将伝（甘寧）
- テイルズ オブ ファンダム Vol.1（アルサー・リトルトン）
- 爆転シュートベイブレード2002 熱闘!マグネタッグバトル!（主人公〈男の子〉）

2003年
- サモンナイト3（ヤード）
- 真・三國無双3（甘寧）
- 真・三國無双3 猛将伝（甘寧）
- One 世界でただひとり ぼくのきみはひとりだけ（豊嶋怜二）

2004年
- シャイニング・ティアーズ（ピオス）
- 真・三國無双3 Empires（甘寧）
- DIGITAL DEVIL SAGA アバタール・チューナー（シエロ）
- LoveSongs♪ADV 双葉理保19歳 〜冬〜（汐見優輝）
- ロックマンゼロ3（ブレイジン・フリザード）

2005年
- 真・三國無双4（甘寧）
- 真・三國無双4 猛将伝（甘寧）
- DIGITAL DEVIL SAGA アバタール・チューナー2（シエロ）
- ひとつや物語（ジャスティ）
- ボボボーボ・ボーボボ 脱出!!ハジケ・ロワイヤル（ボボパッチ）
- 水の旋律（加々良水季）

2006年
- 英雄伝説 空の軌跡FC（アラン・リシャール）※PSP版のみ
- 英雄伝説 空の軌跡SC（アラン・リシャール / 《怪盗紳士》ブルブラン）※ブルブランはPSP版のみ
- ジョジョの奇妙な冒険 ファントムブラッド（ストレイツォ）
- 真・三國無双4 Empires（甘寧）
- タイムクライシス4（エヴァン・ベルナール、ジョルジョ・ブルーノ）
- 水の旋律2〜緋の記憶〜（加々良水季）
- ロックマンゼクス（ブレイジン・フリザード）

2007年
- 英雄伝説 空の軌跡 the 3rd（アラン・リシャール / 《怪盗紳士》ブルブラン）
- 真・三國無双5（甘寧）
- 聖闘士星矢 冥王ハーデス十二宮編（キグナス氷河）
- 多重人格 -Dr.Yesterday-（藤沢圭）
- DEAR My SUN!!〜ムスコ★育成★狂騒曲〜（城錠尚哉）
- ドラゴンシャドウスペル（ラー、ヴェルナー・ヴァイスマン）
- バトルファンタジア（アシュレー）
- VitaminX（永田智也）
- 武装錬金 ようこそパピヨンパークへ（ソウヤ）
- 無双OROCHI（甘寧）

2008年
- カヌチ 白き翼の章（クラト・エスタ）
- マージナルプリンス2 〜色とりどりの花束を〜（ユリウス・ローゼンバーグ）
- 無双OROCHI 魔王再臨（甘寧）
- ユグドラ・ユニオン（ガルカーサ）
- ルーンファクトリー フロンティア（エリック、ワーグナー）

2009年
- 仮面ライダー クライマックスヒーローズW（仮面ライダーカイザ）
- SIGNAL（東道悠樹）
- 真・三國無双5 Empires（甘寧）
- STEAL!（クラウディオ・智久・ロッティ）
- 誰にでも裏がある 〜True or Lie?〜（浦島宗二郎）
- ドラゴンボール レイジングブラスト（ザーボン）
- VitaminZ（永田智也）
- 無双OROCHI Z（甘寧）

2010年
- カヌチ 二つの翼（クラト・エスタ）
- 仮面ライダー クライマックスヒーローズ オーズ（仮面ライダーカイザ）
- 金色のコルダ3（氷渡貴史）
- クロヒョウ 龍が如く新章（藤本恒夫）
- ゴッドイーター バースト（プレイヤーボイス）
- 真・三國無双 MULTI RAID 2（甘寧）
- STORM LOVER（巳城タクミ）
- ドラゴンボール タッグバーサス（ザーボン）
- ドラゴンボール レイジングブラスト2（ザーボン）
- VitaminZ Revolution（永田智也）

2011年
- 仮面ライダー クライマックスヒーローズ フォーゼ（仮面ライダーカイザ）
- 死神と少女（ルイス）
- 真・三國無双6（甘寧、関索）
- 真・三國無双6 Special（甘寧、関索）
- 真・三國無双6 猛将伝（甘寧、関索）
- 真・三國無双 NEXT（甘寧、関索）
- STORM LOVER 夏恋!!（巳城タクミ）
- 聖闘士星矢戦記（キグナス氷河）
- 誰にでも裏がある-Happy Gift-（浦島宗二郎）
- TOKYOヤマノテBOYS HONEY MILK（プレジデント）
- TOKYOヤマノテBOYS SUPER MINT（プレジデント）
- TOKYOヤマノテBOYS DARK CHERRY（プレジデント）
- 無双OROCHI 2（甘寧、関索）
- ドラゴンボールヒーローズシリーズ（2011年 - 、ザーボン、ガノス） - 5作品
- 無双OROCHI 2（2011年 - 2013年、甘寧、関索） - 4作品
- ドラゴンボール改 アルティメット武闘伝（ザーボン）

2012年
- オール仮面ライダー ライダージェネレーション2（仮面ライダーカイザ）
- 仮面ライダー 超クライマックスヒーローズ（仮面ライダーカイザ）
- 恋は校則に縛られない!（ジャック）
- 真・三國無双6 Empires（甘寧、関索）
- STORM LOVER 快!!（巳城タクミ）
- 戦国大戦 -1582 日輪、本能寺より出ずる-（宇喜多秀家、小早川隆景、伊達成実、福島正則）
- TOKYOヤマノテBOYS SWEET JELLY BEANS（プレジデント）
- 無双OROCHI2 Special（甘寧、関索）
- 無双OROCHI2 Hyper（甘寧、関索）
- ワンピース ROMANCE DAWN 冒険の夜明け（アブサロム）

2013年
- 英国探偵ミステリア（明智健一郎）
- ガイストクラッシャー（サム）
- 仮面ライダー バトライド・ウォー（仮面ライダーカイザ）
- 月影の鎖 -狂爛モラトリアム-（大井川護）
- 月影の鎖 -錯乱パラノイア-（大井川護）
- ゴッドイーター2（プレイヤーボイス）
- ジョジョの奇妙な冒険 オールスターバトル（東方常秀）
- 真・三國無双7（甘寧、関索）
- 真・三國無双7 猛将伝（甘寧、関索）
- STORM LOVER 2nd（巳城タクミ）
- 聖闘士星矢 ブレイブ・ソルジャーズ（キグナス氷河）
- ドットカレシ-We're 8bit Lovers!- III 〜やみのはなよめ〜（むらびと）
- VitaminR（N）
- 無双OROCHI2 Ultimate（甘寧、関索）

2014年
- いざ、出陣!恋戦 第二幕〜甲斐編〜（高坂昌信）
- 英雄伝説 閃の軌跡 II（ブルブラン）
- 仮面ライダー サモンライド!
- 仮面ライダー バトライド・ウォーII（仮面ライダーカイザ）
- 金色のコルダ3 AnotherSky feat.天音学園（氷渡貴史）
- 金色のコルダ3 AnotherSky feat.至誠館（氷渡貴史）
- 金色のコルダ3 AnotherSky feat.神南（氷渡貴史）
- 真・三國無双7 Empires（甘寧、関索）
- 大正メビウスラインPORTABLE（時雨）
- 名探偵コナン ファントム狂詩曲（喜志敬一郎）
- 魔女っ子少年マジカルピース（平綿由紀 / マギ・ルーク）

2015年
- イケメン戦国◆時をかける恋（上杉謙信）
- 英雄伝説 空の軌跡 FC Evolution（リシャール） - 2作品
- ジョジョの奇妙な冒険 アイズオブヘブン（東方常秀）
- 聖闘士星矢 ソルジャーズ・ソウル（キグナス氷河）
- タイムクライシス5（ワイルド・ファング）
- ドラゴンボールZ 超究極武闘伝（ザーボン）
- 忍たま乱太郎 ふっとびパズル!の段（高坂陣内左衛門）
- ゆのはなSpRING!（泉高之）
- 嫁コレ（巳城タクミ）

2016年
- 英国探偵ミステリア The Crown（明智健一郎）
- デジモンワールド -next 0rder-（ガイオウモン）
- ドラゴンボール ゼノバース2（ザーボン）
- ドラゴンボールフュージョンズ（ザーボン）
- HalfBlood‐境界で揺れる恋（朝比奈航平）

2017年
- イケメン戦国◆時をかける恋 新たなる出逢い（上杉謙信）
- テイルズ オブ ザ レイズ（マーク・グランプ）
- 一血卍傑-ONLINE-（ハットリハンゾウ）

2018年
- 真・三國無双8（甘寧、関索）
- ドラゴンボール レジェンズ（ザーボン）
- CARAVAN STORIES（ミルコスタ）
- クイズRPG 魔法使いと黒猫のウィズ（ヴァレウス・アギオ）
- 夢王国と眠れる100人の王子様（イザーク）
- オンエア!（藤間鈴）
- 無双OROCHI 3（甘寧、関索）

2019年
- アークザラッド R（ハンス）
- スーパードラゴンボールヒーローズ ワールドミッション（ザーボン、ガノス）
- 無双OROCHI3 Ultimate（甘寧、関索）

2020年
- ドラゴンボールZ カカロット（ザーボン）
- ぷよぷよ!!クエスト（白鳥星座の氷河）
- 聖闘士星矢 ライジングコスモ（白鳥星座 氷河）

2021年
- 金色のコルダ スターライトオーケストラ（巽瑛一）
- サンクタス戦記-GYEE-（クリード）
- 真・三國無双8 Empires（甘寧、関索）

2022年
- ジョジョの奇妙な冒険 オールスターバトルR（東方常秀）
- ドラゴンボール ザ ブレイカーズ（ザーボン）

2024年
- ドラゴンボール Sparking! ZERO（ザーボン）

2025年
- 真・三國無双 ORIGINS（甘寧）

### ドラマCD
- イケメン戦国キャラクターソングドラマCD（上杉謙信）
- いざ、出陣!恋戦 第二幕 真田十勇士がゆく!〜河童編〜（高坂昌信[69]）
- 英雄伝説 空の軌跡 ドラマCD
  - 〜去り行く決意〜（リシャール大佐）
  - 〜ウロボロス・レポート〜（ブルブラン）
- 乙女ゲーム六周目、オートモードが切れました。（グレイアス[70]）
- おねがい☆チュータ（四道跨）
- 俺たちに翼はない 3rd Season 特別編（千歳鷲介）
- 学園天使☆ラプソディー 〜天使のささやきBOX〜（境谷幸太郎）
- 風の王国（ナレーション）
- 勝手にレボリューション!（ランゲルト・ルーテイズ）
- 金色のコルダ3 SS(スクールシリーズ) IV 〜天音学園〜（氷渡貴史）
- グラニュ・レイテッドハピネス（ユズキ）
- シュバルツ・ヘルツ -黒い心臓-（嘉手納奏）
- STORM LOVER シリーズ（巳城タクミ）
  - STORM LOVER 〜セントルイス・ハイ 執事喫茶で大騒動!?〜
  - STORM LOVER セントルイス・ハイ 〜初日の出は君の隣で〜
  - STORM LOVER 〜My Funny Valentine〜
- 戦国IXA ドラマCD -絆- 其ノ弐（夏目吉信）
- テイルズ オブ ファンタジア ANTHOLOGY.1（男子生徒2、誘拐犯1）
- テイルズ オブ ファンタジア なりきりダンジョン -太陽の章-（弟子）
- TOKYOヤマノテBOYS RED HOT ICE CREAM（プレジデント）
- 年上ノ彼女（深見沢）
- ドラゴンシャドウスペル ドラマCD Vol.1 〜古城の狼の詩 前編（ヴェルナー・ヴァイスマン、ラー）
- DEAR My SUN!!〜ムスコ★育成★狂騒曲〜 キャラクターソング・雷斗ver（城錠尚哉）
- 半分の月がのぼる空 waiting for the half-moon（世古口司）
- VitaminX シリーズ（永田智也）
  - VitaminX 〜Ultraビタミン〜
  - VitaminX 〜UltraビタミンII〜
  - VitaminX ラブビタミン〜眠り姫スクランブル〜
  - VitaminX ラブビタミン2〜ホワイトデーくらいしす?〜
  - VitaminX × 羊でおやすみシリーズ Vol.4 「翼を休めておやすみ」
  - VitaminZ × 羊でおやすみシリーズ Vol.1 「島でおやすみ」
  - VitaminX デイドリームビタミン2 〜未来への約束〜
  - VitaminX ハイパービタミン 〜ときめき★ウォーターウォーズ〜
- ペルソナ3シリーズ（小田桐秀利）
  - キャラクタードラマCD Vol.2
  - キャラクタードラマCD Vol.4
  - New Moon
  - Full Moon
  - ペルソナ3 ポータブル Vol.2
- 方言恋愛 第4巻「長野県」（穂高静二）
- ランブル・フィッシュ（林崎要）

### BLCD
- 嘘と誤解は恋のせい（和久井仁）
  - 嘘と誤解は恋のせい ラヴァーズ・ブートキャンプ
  - 本音と妄想は恋のせい ※小説花丸2010初夏の号付録
- えんどうくんの観察日記（津田）
- クリムゾン・スペル（ギレ）
- STEAL! シリーズ（クラウディオ・智久・ロッティ）
  - Drama CD STEAL! 1st.mission
  - Drama CD STEAL! 2nd.mission
  - Drama CD STEAL! 恋するValentine
- 年下彼氏の恋愛管理癖2（三住響也）
- 密室の密かな恋（近道直純）
- 優しくて棘がある（薬師丸章人）
- よろめき番長（吉川諒）

### 吹き替え

#### ドラマ
- WITHOUT A TRACE/FBI 失踪者を追え!3（ルーク #2）
- ハンムラビ法廷（イムバルン役：エル）

#### アニメ
- ヘラクレス（アドニス）
- リトルベア（ネコ）

### 特撮
- ウルトラマンボーイのウルころ（2003年、ウルトラセブンの声）
- 魔法戦隊マジレンジャー（2005年、合体冥獣人キマイラの声）

### ナレーション

#### テレビ番組
- 週刊人物ライブ スタ☆メン（フジテレビ・関西テレビ、2005年10月30日 - 2007年3月25日）
- 北陽のなりたい!!（テレビ静岡）
- 小林麻耶の本に会いたい（BSジャパン、2010年4月1日 - ）
- きれいの魔法（NHK教育、2010年6月 - ）
- 2018年度 NHK高校講座「地理」（NHK教育）
- NBA速報（CS）
- スポーツセンター（CS）
- テレビ埼玉「県政ワイド」
- 15分でにっぽん百名山（NHK BSプレミアム）
- ヨーロッパの車窓だけ（BS12 TwellV）
- コズミックフロント（ボイスオーバー）
- にっぽん百名山（NHK BSプレミアム）
- ハイビジョン特集（ボイスオーバー）
- クローズアップ現代（ボイスオーバー、NHK総合）
- 美の巨人たち（ボイスオーバー、テレビ東京、2017年5月6日）

#### その他
- 燈の守り人 灯台音声ガイド 宮崎県日向市 細島灯台（ナビゲーター、2022年）[71]

### テレビ番組
- マジカル頭脳パワー!!（顔出し出題者）
- 世界ゴッタ煮偉人伝（顔出し）
- アニメ星人 新春スペシャル企画「男性声優ときめきレシピ」（チバテレビ、2010年1月30日放送）

### DVD
- 「声優グランプリ」公認!声優界<雀王>決定戦! <J-1グランプリ> Vol.1（2008年）
- 「声優グランプリ」公認!声優界<雀王>決定戦! <J-1グランプリ> Vol.2（2009年）

### ラジオ
※はインターネット配信。
- コバルト ときめきwebラジオ（2006年、Webコバルト※）
- ストームラバー警報!（2010年 - 2011年、音泉※）
- 電撃大賞（2011年 - 2013年、文化放送）
- アニメイトTV情報バラエティ「立花慎之介&三浦祥朗のあにらぶ」（2012年 - 2015年、アニメイトTV※）
- ストームラバー警報!改!（2015年 - 2016年、音泉※）[72]
- コルネリ工務店（2016年、BayFM）

### ラジオドラマ
- USENドラマ「無法地帯」（2000年）
- 「花の慶次〜雲のかなたに〜」“琉球の章”（2013年、与次郎）

### ラジオCD
- DJCD ストームラバー警報! vol.1 - 4

### その他コンテンツ
- FNS地球特捜隊ダイバスター（2005年 - 2009年、リュウジ）
- New Space Order（2007年、フラッシュノベル New Space Order -Link of Life-公開、リベロ・トーン役）
- ど人生『幸福な女』『早かった男』『うざい女』（2008年）[73]
- ボイスドラマ 燈の守り人〜幻想夜話〜（2022年、細島灯台[71]）

## ディスコグラフィ

### キャラクターソング
| 発売日         | 商品名                                           | 歌 | 楽曲                            | 備考                                                            |
| -------------- | ------------------------------------------------ | --- | ------------------------------- | --------------------------------------------------------------- |
| 2012年1月13日  | TOKYOヤマノテBOYS SWEET JELLY BEANS 特典CD       | プレジデント（三浦祥朗） | 「Fairytale 2 you」             | ゲーム『TOKYOヤマノテBOYS SWEET JELLY BEANS』オープニングテーマ |
| 2013年3月27日  | 真・三國無双7 キャラクターソング集II 〜呉〜      | 甘寧（三浦祥朗） | 「FELLOWSHIP –MY DEAR FELLOW-」 | ゲーム『真・三國無双7』関連曲                                   |
| 2013年6月6日   | 英国探偵ミステリア キャラソンCD vol.8 明智健一郎 | 明智健一郎（三浦祥朗） | 「螺鈿のラファーガ」            | ゲーム『英国探偵ミステリア』関連曲                              |
| 2015年5月27日  | 真・三國無双7 デュエットソングス 〜双璧歌曲〜    | 甘寧（三浦祥朗）、凌統（松野太紀） | 「Taste of Victory」            | ゲーム『真・三國無双7』関連曲                                   |
| 2020年7月24日  | 春夏秋冬、宵の宴                                 | 越乃寒梅（高橋広樹）、玉乃光（新井良平）、澤乃井（松風雅也）、金亀（竹本英史）、れいざん（阿座上洋平）、出羽桜（三浦祥朗）、國稀（高城元気）、獺祭（猪股慧士） | 「春夏秋冬、宵の宴」            | 『神酒ノ尊-ミキノミコト-』テーマソング                          |
| 2021年11月10日 | STATION IDOL LATCH! STATION IDOL LATCH! 03       | 饗庭紡麦 / 恵比寿駅（高橋英則）、伍代晃 / 五反田駅（三浦祥朗）、羽振寿里 / 田町駅（小山剛志）、大崎新市 / 大崎駅（菅沼久義）                                   | 「Sparkling Night」             | 『STATION IDOL LATCH!』関連曲                                   |